# Pittsburgh Piranhas
Pittsburgh Piranhas fue un equipo de baloncesto que jugó en la Continental Basketball Association entre 1983 y 1985, habiendo tenido sede primero en la ciudad de Louisville, posteriormente en La Crosse (Wisconsin) y finalmente en Pittsburgh, Pennsylvania. Disputaba sus partidos en el A. J. Palumbo Center del campus de la Universidad Duquesne.

## Historia
El equipo se fundó en 1983 con la denominación de Louisville Catbirds, en Louisville, Kentucky, disputando su primera temporada en el pabellón Jefferson County Armory, para 6000 espectadores, que era la sede del equipo de los Kentucky Colonels de la American Basketball Association. al año siguiente se mudaron al más moderno Broadbent Arena, con capacidad para 6.600 espectadores.
Al inicio de la temporada 1985-86 el equipo se trasladó a La Crosse, en Wisconsin, y allí, entrenados por Flip Saunders ganaron dos campeonatos, en 1990 y 1992.
En 1994 se trasladaron a Pittsburgh, donde llegaron a las finales ante Yakama Sun Kings, en las que perdieron 4-1. Pero a pesar del éxito, el público no respondía, promediando apenas 1.600 espectadores por partido, por lo que su propietario, Bob Murphy, disolvió el equipo.

## Temporadas
| Temporada | Liga | Denominación        | PJ | G  | P  | %    | Posición    | Último adversario    |
| --------- | ---- | ------------------- | -- | -- | -- | ---- | ----------- | -------------------- |
| 1983-84   | CBA  | Louisville Catbirds | 44 | 23 | 21 | .523 | 9º          |                      |
| 1984-85   | CBA  | Louisville Catbirds | 48 | 19 | 29 | .396 | 12º         |                      |
| 1985-86   | CBA  | La Crosse Catbirds  | 66 | 33 | 33 | .500 | Final       | Tampa Bay Thrillers  |
| 1986-87   | CBA  | La Crosse Catbirds  | 55 | 31 | 24 | .564 | 5º          |                      |
| 1987-88   | CBA  | La Crosse Catbirds  | 60 | 42 | 18 | .700 | 5º          |                      |
| 1988-89   | CBA  | La Crosse Catbirds  | 54 | 19 | 35 | .352 | 10º         |                      |
| 1989-90   | CBA  | La Crosse Catbirds  | 71 | 53 | 18 | .746 | Campeón CBA | Rapid City Thrillers |
| 1990-91   | CBA  | La Crosse Catbirds  | 61 | 34 | 27 | .557 | 6º          |                      |
| 1991-92   | CBA  | La Crosse Catbirds  | 72 | 50 | 22 | .694 | Campeón CBA | Rapid City Thrillers |
| 1992-93   | CBA  | La Crosse Catbirds  | 61 | 34 | 27 | .557 | 7º          |                      |
| 1993-94   | CBA  | La Crosse Catbirds  | 62 | 38 | 24 | .613 | 4º          |                      |
| 1994-95   | CBA  | Pittsburgh Piranhas | 70 | 35 | 35 | .500 | Final       | Yakima Sun Kings     |

## Jugadores célebres
- Andre Turner
- Dwayne McClain
- Tony White
- Carlos Clark
- David Rivers
- Mark Davis
- Kenny Battle
- Derrick Gervin
- Brian Rahilly